# Gołoszyce
Gołoszyce – wieś sołecka w Polsce, położona w województwie świętokrzyskim, w powiecie opatowskim, w gminie Baćkowice.
Po II wojnie siedziba gminy Modliborzyce.
W latach 1975–1998 miejscowość administracyjnie należała do województwa tarnobrzeskiego.

## Części wsi
| SIMC    | Nazwa            | Rodzaj    |
| ------- | ---------------- | --------- |
| 0786673 | Gołoszyce Niższe | część wsi |
| 0786680 | Gołoszyce Wyższe | część wsi |

Gołoszyce są punktem początkowym  Głównego Szlaku Świętokrzyskiego im. Edmunda Massalskiego, prowadzącego do Kuźniaków,  czerwonego szlaku turystycznego prowadzącego do Piotrowic oraz  niebieskiego szlaku turystycznego, prowadzącego do Dwikoz.

## Historia
Wieś wspomniana przez Długosza – 1470-80 (Długosz L.B. t.II s.329).
W wieku XIX odrębne wsie – Gołoszyce Niższe, wieś i folwark i Gołoszyce Wyższe także wieś i folwark w powiecie opatowskim, gminie i parafii Modliborzyce. W 1827 r. Gołoszyce Niższe liczyły 12 domów, 71 mieszkańców a Gołoszyce Wyższe 17 domów 114 mieszkańców. W roku 1882 Gołoszyce Niższe lub „Sabina”, posiadały 12 domów, 89 mieszkańców, 106 mórg ziemi, natomiast folwark 2 domy, 8 mieszkańców i 355 mórg. Gołoszyce Wyższe, wieś, posiadały 10 domów, 98 mieszkańców i 90 mórg ziemi, natomiast folwark 5 domów., 48 mieszkańców i 452 mórg obszaru.
Według spisu powszechnego z roku 1921 we wsi Gołoszyce Niższe było 15 domów i 78 mieszkańców, natomiast Gołoszyce Wyższe posiadały 16 domów i 103 mieszkańców.

## Zabytki
W Gołoszycach znajduje się dwór z połowy XIX w. i park z XVIII w. ze wspaniałymi drzewami, które są pomnikami przyrody. Park dworski został wpisany do rejestru zabytków nieruchomych (nr rej.: A.507 z 12.12.1957 i z 25.10.1991). Znajduje się tu również cmentarz z I wojny światowej (nr rej.: A.506 z 13.06.1988).